# João III Comyn, Senhor de Badenoch
João III Comyn de Badenoch, apelidado de Vermelho (c. 1274 - 10 de fevereiro de 1306), foi um barão e magnata escocês que desempenhou um papel importante na Primeira Guerra da Independência da Escócia. Ele serviu como Guardião da Escócia depois da abdicação forçada do tio, o Rei João Balliol, em 1296, e por um tempo comandou a defesa da Escócia contra os ataques ingleses. Comyn foi morto a facadas por Robert the Bruce diante do altar da igreja dos Greyfriars em Dumfries.
Seu pai, João Comyn II, conhecido como Black Comyn, tinha sido um dos competidores pela Coroa da Escócia, alegando ser descendente do Rei Donald III. Sua mãe era Leonor Balliol, irmã do rei João da Escócia (r. 1292–1296).